# Micronychia striata
Micronychia striata är en sumakväxtart som beskrevs av Randrian. & Lowry. Micronychia striata ingår i släktet Micronychia och familjen sumakväxter. Inga underarter finns listade i Catalogue of Life.